# Aderkas
Aderkas (Aderkass) – inflancki herb szlachecki, pieczętowała się nim rodzina pochodząca z Danii, która otrzymała tytuł baronowski w Imperium rosyjskim.

## Opis herbu
Opis zgodnie z klasycznymi regułami blazonowania:
W polu złotym orzeł czarny, z wzniesionymi skrzydłami, patrzący w lewo, stojący lewą nogą na pagórku zielonym, prawa uniesiona. 
Klejnot: Trzy pióra strusie, czarne. Labry czarne, podbite złotem.

## Najwcześniejsza wzmianka
1357 rok.

## Herbowni
Aderkas - Aderkass.

### Znani herbowni
- Carl Johann Aderkas